# Extended Versions (альбом Ринго Старра)
Extended Versions (рус. Расширенные версии) — выпущенный в рекламных целях (англ. promotional) концертный альбом Ринго Старра и его All-Starr Band, выпущенный 1 июня 2003 лейблом BMG. На альбоме представлены записи с концерта Старра и All-Starr Band в Чикаго (США) 22 августа 2001 во время их тура 2001 года; записи с того же концерта были выпущены в 2002 на альбоме King Biscuit Flower Hour Presents Ringo & His New All-Starr Band.
Extended Versions в некоторой степени «закрывает дыры» в отображении концерта Старра и All-Starr Band в Чикаго 22 августа 2001, которые остались после выпуска CD King Biscuit Flower Hour Presents Ringo & His New All-Starr Band и DVD с фильмом о концерте; поэтому он представляет интерес для коллекционеров, хотя издан неряшливо, без указания авторов и исполнителей (англ. credits), с иногда неправильными названиями песен, плохо отредактирован. Песни в исполнении Грега Лейка были существенной частью программы концерта, и лишь на этом альбоме можно услышать его исполнение хита группы Emerson, Lake & Palmer — «Karn Evil 9». Исполнение Старром песни «It Don’t Come Easy» есть на DVD, но на CD это исполнение выпущено впервые. Также впервые изданы исполнения Иэном Хантером баллады «Irene Wilde» (неправильно указанной на альбоме как «I Still Love Rock 'n' Roll») и Ховардом Джонсом песни в стиле ска «Everlasting Love». Возможно, самым ценным из до того неизданного, но присутствующего на альбоме, является песня «A Love Bizarre» в исполнении Sheila E., во время которого Ринго Старр играет соло на барабанах впервые (из изданного на альбомах) после своего соло в песне «The End» на альбоме The Beatles Abbey Road, после выхода которого прошло более двадцати лет. Остальные пять треков — это «Yellow Submarine», «Act Naturally», «Photograph», «With a Little Help From My Friends» (все — с вокалом Старра) и сокращенная версия «Glamorous Life» (с вокалом Sheila E.).

## Список композиций
| №   | Название                             | Автор(ы)                            | Ведущий вокал | Длительность |
| --- | ------------------------------------ | ----------------------------------- | ------------- | ------------ |
| 1.  | «Yellow Submarine»                   | Джон Леннон, Пол Маккартни          | Старр         | 2:57         |
| 2.  | «Karn Evil 9»                        | Кит Эмерсон, Грег Лейк, Карл Палмер | Грег Лейк     | 5:30         |
| 3.  | «It Don’t Come Easy»                 | Ричард Старки                       | Старр         | 2:56         |
| 4.  | «I Still Love Rock N' Roll»          | Ричард Старки/Иэн Хантер            | Иэн Хантер    | 4:35         |
| 5.  | «Act Naturally»                      | Voni Morrison/Johnny Russell        | Старр         | 2:29         |
| 6.  | «Photograph»                         | Ричард Старки/Джордж Харрисон       | Старр         | 3:41         |
| 7.  | «Love Bizarre»                       | Escovedo                            | Sheila E.     | 4:05         |
| 8.  | «With a Little Help from My Friends» | Леннон — Маккартни                  | Старр         | 4:59         |
| 9.  | «Everlasting Love»                   | Ховард Джонс                        | Ховард Джонс  | 5:13         |
| 10. | «Glamorous Life»                     | Принс                               | Sheila E.     | 5:09         |

## Участники записи
- Ринго Старр — барабаны, перкуссия, вокал.
- Роджер Ходжсон — гитары, вокал.
- Иэн Хантер — гитары, клавишные, вокал.
- Грег Лейк — бас-гитара, вокал.
- Ховард Джонс — клавишные, вокал.
- Sheila E. — барабаны, перкуссия, вокал.
- Mark Rivera — саксофон, флейта, гитара, бас-гитара, перкуссия, губная гармоника, вокал.